# Рахметово
Рахме́тово (рос. Рахметово, башк. Рәхмәт) — присілок у складі Абзеліловського району Башкортостану, Росія. Входить до складу Баїмовської сільської ради.
Населення — 341 особа (2010; 353 в 2002).
Національний склад:
- башкири — 99%